# Mandalay (Birmania)
Mandalay (/ˌmændə(ˈ)leɪ/) es la segunda mayor ciudad de Myanmar. Fundada en 1857 como capital real de Birmania y la capital de la actual División de Mandalay; si bien durante el dominio colonial británico (1885-1948) la importancia comercial y política se trasladó a Rangún, sigue siendo la principal ciudad de la Alta Myanmar. El río Irawadi pasa por la ciudad, que se encuentra a 716 km al norte de Rangún. Mandalay se encuentra en el centro de la zona seca de Birmania. 
Robbie Williams le dedicó una canción.

## La división de Mandalay
La división de Mandalay es una de las siete divisiones administrativas de Birmania. Se encuentra en el centro del país y limita con las divisiones de Sagaing y Magway por el oeste, el estado Shan por el este, y la división de Bago y el estado de Kayin por el sur. La capital regional es Mandalay, la ciudad del mismo nombre. La capital del país, Naipyidó, se encuentra al sur de la división.

### Demografía
La mayor parte de la población en la división de Mandalay es de la etnia bamar (birmanos). Sin embargo y en particular en la ciudad de Mandalay y sus alrededores existe una gran comunidad china llegada desde la década de 1990 desde Yunnan y en menor medida Sichuan, e india, traídos por los ingleses durante el dominio colonial. A lo largo de la frontera oriental se puede encontrar un gran número de shan.

## Lugares de interés
- Templo Mahamuni
- Palacio de Mandalay
- Aeropuerto Internacional de Mandalay
- Jardín Zoológico Yadanabon